# Аксьонов Микола Олександрович
Аксьонов Микола Олександрович (8 червня 1970) — російський академічний веслувальник.
Бронзовий призер Олімпійських Ігор 1996 року в складі вісімки, учасник 2000 року.
Бронзовий призер Чемпіонату світу 1999 року в складі вісімки.